# Jean-Jacques Vetter
Jean-Jacques Vetter, né le 11 juin 1826 à la cure de Schleitheim (Schaffhouse) et mort le 11 mars 1913  à Baulmes, est un botaniste suisse.

## Biographie
Jean-Jacques Vetter, d'une famille bourgeoise de Stein am Rhein, commence par enseigner les mathématiques dans l'institution dirigée par son futur beau-père au château de Payerne. Instituteur et botaniste, il enseigne successivement à Payerne, Schleitheim, et Aubonne jusqu'en 1879.
En 1879, poussé par sa passion pour les plantes occupant tous ses loisirs, il quitte l'enseignement pour venir s'occuper de manière permanente des herbiers de Ernest Burnat et William Barbey près de Baulmes. Engagé plus tard par William Barbey à Valeyres-sous-Rances, Jean-Jacques Vetter devient conservateur de l'herbier Boissier. Il fait avec M. Barbey de nombreux voyages d'études dans les Alpes et dans le Midi. Il compose des herbiers de la région de Schleitheim-Stüblingen (à l'université de Zurich) et du canton de Vaud.

## Sources
- « Jean-Jacques Vetter », sur la base de données des personnalités vaudoises sur la plateforme « Patrinum » de la Bibliothèque cantonale et universitaire de Lausanne.
- photographie Dériaz, Baulmes Patrie suisse, (A. B.) 1913, no 510, p. 94
- Olivier Dedie, Le dernier journal du pasteur Christophe Moehrlen, Éditions de la Société d'histoire de la Côte 1987, p. 13 et 28